# Kabinet-Sato II
Het kabinet–Sato II (Japans: 第2次佐藤内閣) was de regering van het Keizerrijk Japan van 17 februari 1967 tot 14 januari 1970.

## Kabinet–Sato II (1967–1970)
| Ambtsbekleder                                                | Ambtsbekleder     | Ambtsbekleder                            | Functie                                    | Ambtstermijn     | Ambtstermijn     | Partij |
| ------------------------------------------------------------ | ----------------- | ---------------------------------------- | ------------------------------------------ | ---------------- | ---------------- | ------ |
|                                                              | Eisaku Sato       | Eisaku Sato 佐藤榮作 (1901–1975)         | Premier                                    | 9 november 1964  | 7 juli 1972      | LDP    |
|                                                              | Kenji Fukunaga    | Kenji Fukunaga 福永健司 (1910–1988)      | Secretaris- generaal                       | 3 december 1966  | 22 juni 1967     | LDP    |
|                                                              | Toshio Kimura     | Toshio Kimura 木村俊夫 (1909–1983)       | Secretaris- generaal                       | 22 juni 1967     | 30 november 1968 | LDP    |
|                                                              | Shigeru Hori      | Shigeru Hori 保利茂 (1901–1979)          | Secretaris- generaal                       | 30 november 1968 | 5 juli 1971      | LDP    |
|                                                              |                   | Izumisuke Fujieda 藤枝泉介 (1907–1971)   | Minister van Binnenlandse Zaken            | 3 december 1966  | 25 november 1967 | LDP    |
| Voorzitter van de Commissie voor Openbare Orde en Veiligheid |                   | Izumisuke Fujieda 藤枝泉介 (1907–1971)   |                                            | 3 december 1966  | 25 november 1967 | LDP    |
|                                                              |                   | Masamichi Akazawa 赤沢正道 (1907–1982)   | Minister van Binnenlandse Zaken            | 25 november 1967 | 30 november 1968 | LDP    |
| Voorzitter van de Commissie voor Openbare Orde en Veiligheid |                   | Masamichi Akazawa 赤沢正道 (1907–1982)   |                                            | 25 november 1967 | 30 november 1968 | LDP    |
|                                                              |                   | Takeo Noda 野田武夫 (1895–1972)          | Minister van Binnenlandse Zaken            | 30 november 1968 | 14 januari 1970  | LDP    |
| Voorzitter van de Commissie voor Openbare Orde en Veiligheid |                   | Takeo Noda 野田武夫 (1895–1972)          |                                            | 30 november 1968 | 14 januari 1970  | LDP    |
|                                                              | Takeo Miki        | Takeo Miki 三木武夫 (1907–1988)          | Minister van Buitenlandse Zaken            | 3 december 1966  | 28 oktober 1968  | LDP    |
|                                                              | Eisaku Sato       | Eisaku Sato 佐藤榮作 (1901–1975)         | Minister van Buitenlandse Zaken            | 28 oktober 1968  | 30 november 1968 | LDP    |
|                                                              | Kiichi Aichi      | Kiichi Aichi 愛知揆一 (1907–1973)        | Minister van Buitenlandse Zaken            | 30 november 1968 | 5 juli 1971      | LDP    |
|                                                              | Mikio Mizuta      | Mikio Mizuta 水田三喜男 (1905–1976)      | Minister van Financiën                     | 3 december 1966  | 30 november 1968 | LDP    |
|                                                              | Takeo Fukuda      | Takeo Fukuda 福田赳夫 (1905–1995)        | Minister van Financiën                     | 30 november 1968 | 5 juli 1971      | LDP    |
|                                                              |                   | Isanji Tanaka 田中伊三次 (1906–1987)     | Minister van Justitie                      | 3 december 1966  | 25 november 1967 | LDP    |
|                                                              | Bunzo Akama       | Bunzo Akama 赤間文三 (1899–1973)         | Minister van Justitie                      | 25 november 1967 | 30 november 1968 | LDP    |
|                                                              | Kichinosuke Saigo | Kichinosuke Saigo 西郷吉之助 (1906–1997) | Minister van Justitie                      | 30 november 1968 | 14 januari 1970  | LDP    |
|                                                              | Kazutaro Sugano   | Kazutaro Sugano 菅野和太郎 (1895–1976)   | Minister van Economische Zaken             | 3 december 1966  | 25 november 1967 | LDP    |
|                                                              | Etsuzaburo Shiina | Etsuzaburo Shiina 椎名悦三郎 (1898–1979) | Minister van Economische Zaken             | 25 november 1967 | 30 november 1968 | LDP    |
|                                                              | Masayoshi Ohira   | Masayoshi Ohira 大平正芳 (1910–1980)     | Minister van Economische Zaken             | 30 november 1968 | 14 januari 1970  | LDP    |
|                                                              |                   | Bou Hideo 坊秀男 (1904–1994)             | Minister van Volksgezondheid en Welzijn    | 3 december 1966  | 25 november 1967 | LDP    |
|                                                              | Sunao Sonoda      | Sunao Sonoda 園田直 (1913–1984)          | Minister van Volksgezondheid en Welzijn    | 25 november 1967 | 30 november 1968 | LDP    |
|                                                              | Noboru Saito      | Noboru Saito 斎藤昇 (1903–1973)          | Minister van Volksgezondheid en Welzijn    | 30 november 1968 | 14 januari 1970  | LDP    |
|                                                              |                   | Takashi Hayakawa 早川崇 (1916–1982)      | Minister van Arbeid                        | 3 december 1966  | 25 november 1967 | LDP    |
|                                                              | Heiji Ogawa       | Heiji Ogawa 小川平二 (1910–1993)         | Minister van Arbeid                        | 25 november 1967 | 30 november 1968 | LDP    |
|                                                              |                   | Kenzaburo Hara 原健三郎 (1907–2004)      | Minister van Arbeid                        | 30 november 1968 | 14 januari 1970  | LDP    |
|                                                              | Toshihiro Kennoki | Toshihiro Kennoki 剱木亨弘 (1901–1992)   | Minister van Onderwijs                     | 3 december 1966  | 25 november 1967 | LDP    |
|                                                              | Hirokichi Nadao   | Hirokichi Nadao 灘尾弘吉 (1899–1994)     | Minister van Onderwijs                     | 25 november 1967 | 30 november 1968 | LDP    |
|                                                              | Michio Watanabe   | Michio Watanabe 坂田道太 (1916–2004)     | Minister van Onderwijs                     | 30 november 1968 | 5 juli 1971      | LDP    |
|                                                              | Takeo Ohashi      | Takeo Ohashi 大橋武夫 (1904–1981)        | Minister van Transport en Infrastructuur   | 3 december 1966  | 25 november 1967 | LDP    |
|                                                              | Yasuhiro Nakasone | Yasuhiro Nakasone 中曾根康弘 (1918–2019) | Minister van Transport en Infrastructuur   | 25 november 1967 | 30 november 1968 | LDP    |
|                                                              |                   | Ken Harada 原田憲 (1919–1997)            | Minister van Transport en Infrastructuur   | 30 november 1968 | 14 januari 1970  | LDP    |
|                                                              |                   | Eichi Nishimura 西村英一 (1897–1987)     | Minister van Bouw en Constructie           | 3 december 1966  | 25 november 1967 | LDP    |
|                                                              | Shigeru Hori      | Shigeru Hori 保利茂 (1901–1979)          | Minister van Bouw en Constructie           | 25 november 1967 | 30 november 1968 | LDP    |
|                                                              |                   | Shinzo Tsubokawa 坪川信三 (1909–1977)    | Minister van Bouw en Constructie           | 30 november 1968 | 14 januari 1970  | LDP    |
|                                                              |                   | Tadao Kuraishi 倉石忠雄 (1900–1986)      | Minister van Landbouw, Bosbouw en Visserij | 3 december 1966  | 23 februari 1968 | LDP    |
|                                                              | Naomi Nishimura   | Naomi Nishimura 西村直己 (1905–1980)     | Minister van Landbouw, Bosbouw en Visserij | 23 februari 1968 | 30 november 1968 | LDP    |
|                                                              |                   | Shiro Hasegawa 長谷川四郎 (1905–1986)    | Minister van Landbouw, Bosbouw en Visserij | 30 november 1968 | 14 januari 1970  | LDP    |
|                                                              |                   | Takeharu Kobayashi 小林武治 (1899–1988)  | Minister van Communicatie en Post          | 3 december 1966  | 30 november 1968 | LDP    |
|                                                              | Toshio Komoto     | Toshio Komoto 河本敏夫 (1911–2001)       | Minister van Communicatie en Post          | 30 november 1968 | 14 januari 1970  | LDP    |